# MINTIA Refresh Music
MINTIA Refresh Music（ミンティア・リフレッシュ・ミュージック）は、TOKYO FMで放送されていた音楽リクエスト番組。

## 概要
2014年7月5日より放送開始。
『聴くだけで、気持ちがリフレッシュし、気持ちを入れ替えることが出来る「Refresh Music」』を募る番組。毎月最終週には1クリックリクエスト投票で、テーマによる選曲から聞きたい曲の投票企画を行っている。
アサヒフードアンドヘルスケア→アサヒグループ食品の一社提供番組だった。2020年10月現在、MINTIAの提供となっている。2021年3月をもって放送終了。
過去にはFM AICHI、FM大阪でも同名の番組が放送されており、企画ネット番組となっていた。（過去の放送局を参照。）

## 放送時間
- 毎週土曜日 11:30 - 11:55

## パーソナリティ
- TOKYO FM
  - 山蔭ヒーロ（2014年7月5日 - 11月29日）[注 1]
  - 仲田雄一（2014年12月6日 - 2020年9月26日）
  - 遠山大輔（2020年10月3日 - 2021年3月27日）
- FM AICHI
  - 仲田雄一（2015年4月4日 - 2020年3月28日）
- FM大阪
  - 小早川秀樹（2015年4月5日 - 12月27日）

### 代理のパーソナリティ
- TOKYO FM
  - 芦沢ムネト（2020年11月28日・12月5日・12月12日、遠山が新型コロナウイルスに感染したため）

## 過去の放送局
FM AICHI
- 毎週土曜日 12:30 - 12:55（2015年4月4日 - 2020年3月28日）

前番組「フロンティアーズ～明日への挑戦」が諸事情で打ち切りとなり、その埋め合わせとして放送開始。
FM大阪版とは異なって自社では制作せず、TOKYO FMが制作するという生放送番組としては珍しい形を取っていた。
そのため、TOKYO FM版と内容・スタッフは変わらず、スタジオも同じ「スタジオアースギャラリー」から放送を行っているが、これに関してはFM AICHI版では発言しない。
一方、番組オープニングでのステーションジングルを流さない他、毎月最終週に行われる「ワンクリックリクエスト投票」は楽曲以外の内容がTOKYO FM版とは異なるなどの違いもあった。
FM大阪
- 毎週日曜日 9:30 - 9:55（2015年4月5日 - 同年12月27日）

2015年10月より、FM大阪と同じ放送対象地域を持つFM802において、スポンサーと内容が共通する「MINTIA FEEL SO GOOD」（『Chillin' Sunday』内コーナー）が放送されている。